# Nevers-Vichy-Nevers
Nevers-Vichy-Nevers est une ancienne course cycliste française, organisée de 1923 à 1931 entre Nevers dans la Nièvre et Vichy dans l'Allier,.

## Palmarès
| Année | Vainqueur       | Deuxième        | Troisième       |
| ----- | --------------- | --------------- | --------------- |
| 1923  | Jean Garby      |                 |                 |
| 1924  | Marcel Gayet    | Louis Verrières | Camille Dubois  |
| 1925  | Joseph Normand  | Eugène Grenier  | Claude Deniot   |
| 1926  | Émile Brière    | Antoine Peyrard | Lucien Corot    |
| 1927  | Léon Fichot     | Lucien Corot    | Émile Brière    |
| 1928  | Lucien Corot    | Émile Brière    | Terreau         |
| 1929  | Lazare Venot    | Léon Fichot     | Eugène Boudin   |
| 1930  | Gabriel Bompy   | Eugène Boudin   | Louis Gueugnaud |
| 1931  | Marcel Mazeyrat | Octave Tissier  | Gabriel Bompy   |

## Liens interne et externe
- Liste des courses cyclistes disparues en France
- Nevers-Vichy-Nevers sur procyclingstats.com